# Спортивний комплекс

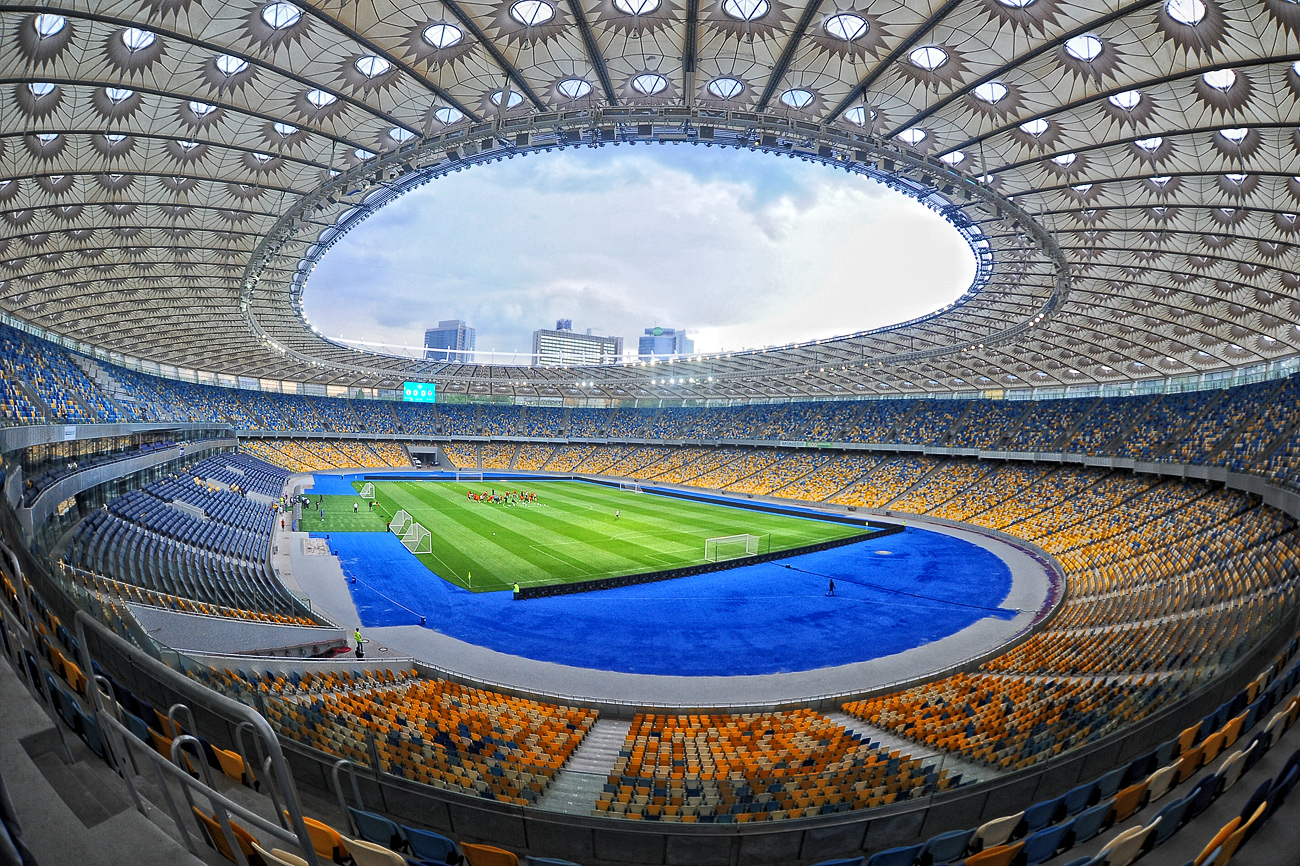
Національний спортивний комплекс «Олімпійський» (Київ)

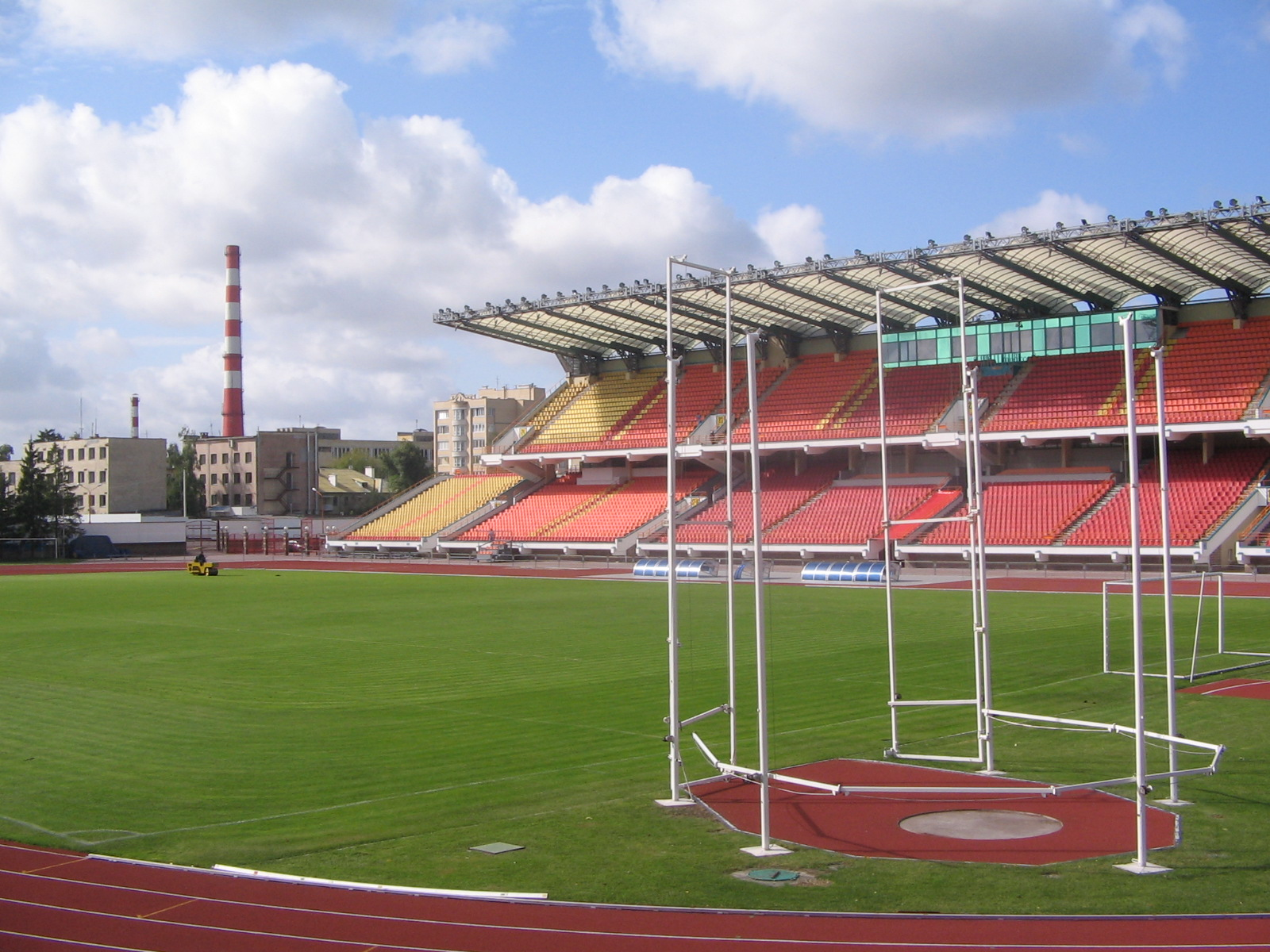
Обласний спортивний комплекс «Берестейський»

Афінський олімпійський спортивний комплекс. Велодром

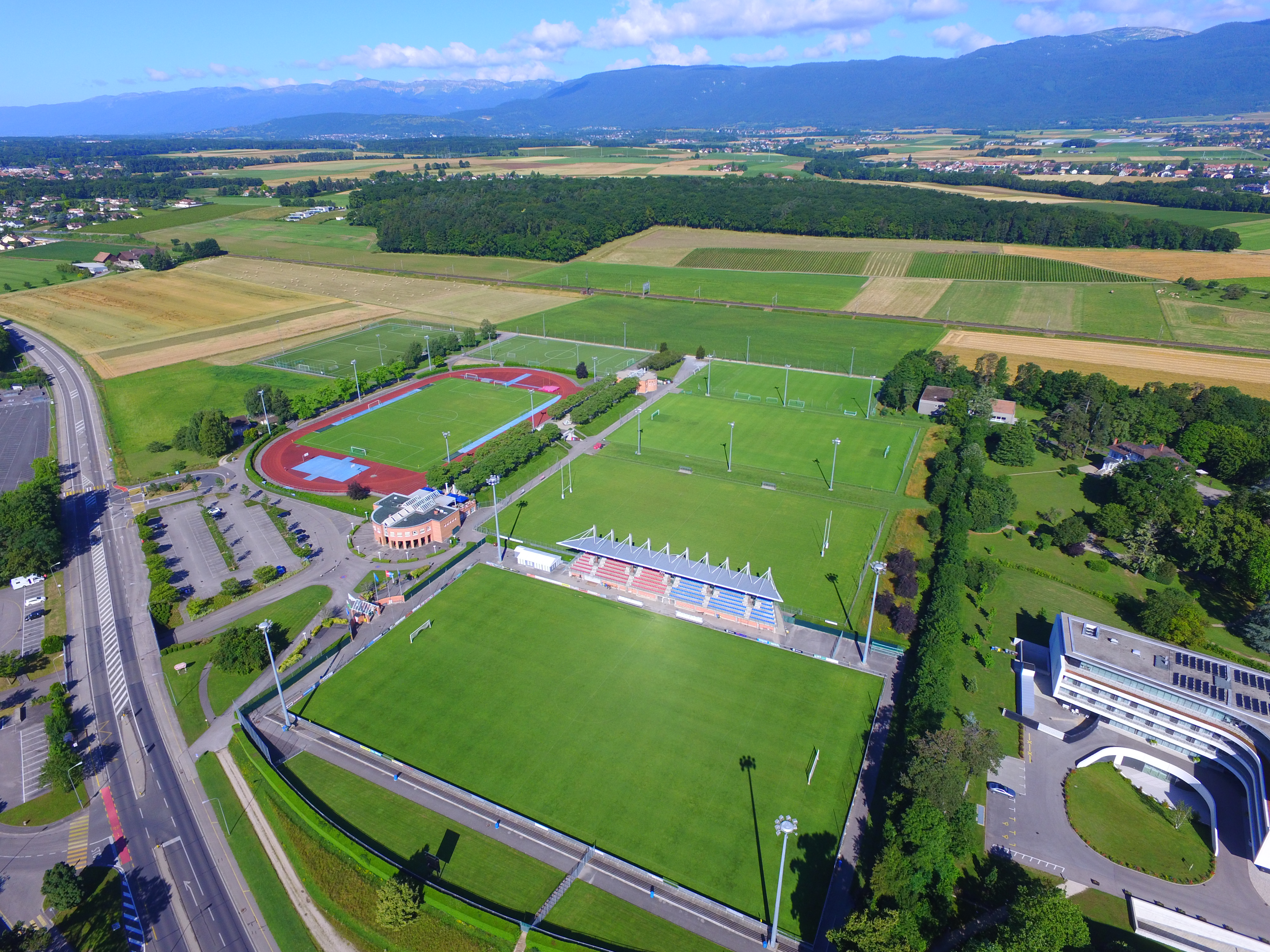
Спортивний центр «Коловрей» (Ньйон)

Спортивний комплекс — сукупність спортивних споруд універсального призначення, будівництво яких було здійснено за єдиною проектною документацією.

## Приклади спортивних комплексів

### Україна
- «Ізотоп» (Вараш)
- «Локомотив» (Сімферополь)
- «Метеор» (Дніпро)
- «Нива» (Вінниця)
- НСБ ЛВС МОУ (Львів)
- «Олімпійський» (Донецьк)
- «Олімпійський» (Київ)
- «Політехнік» (Кременчук)
- «Тисовець» (Сколівський район)

### Білорусь
- «Берестейський» (Берестя)
- «Вітебський» (Вітебськ)

### Греція
- «Афінський олімпійський спортивний комплекс» (Афіни)

### Індія
- «Індіра Ґанді» (Нью-Делі)

### Молдова
- «Оргіїв» (Оргіїв)
- «Шериф» (Тирасполь)

### Польща
- Арена Гливиці
- Краків Арена
- Сподек

### Швейцарія
- «Коловрей» (Ньйон)